# Enana de Coma
La galaxia enana de la Cabellera de Berenice, enana de Coma, se trata de una galaxia enana esferoidal del Grupo local situada a aproximadamente 144.000 años luz (44 kpc) del Sol en la constelación de la Cabellera de Berenice.
Satélite de la Vía Láctea, es una galaxia de bajo brillo superficial, entre las más pálidas conocidas, con un radio efectivo de aproximadamente 230 años luz y constituida de estrellas de población II, que son de floja metalicidad — [Fe /H] ≈ -2.53 ± 0.45, es decir, una tasa de elementos más pesados que el helio 350 veces inferior a la atmósfera solar — y envejecidas de cerca de unos 12 mil millones de años.
De una masa evaluada en aproximadamente 1,2 millón de masas solar y una luminosidad total de aproximadamente 3.700 veces la luminosidad solar, esta tendría una relación masa/luminosidad de aproximadamente 450 M/L, siendo M la masa solar y L la luminosidad solar, indicando que esta estructura tendría una fuerte prevalencia de la materia oscura.